# De Slavernij
De Slavernij is een Nederlandse documentaireserie van de NTR uit 2011 die werd uitgezonden op Nederland 2. De serie gaat over het Nederlandse slavernijverleden en de bredere context van slavernij als fenomeen in het verleden, maar ook in het heden. De serie wordt door de makers gezien als opvolger van de NTR-serie De Oorlog, over de Tweede Wereldoorlog, die in 2009 werd uitgezonden. De serie werd gepresenteerd door Daphne Bunskoek en Roué Verveer.

## Geschiedenis
In september 2011, nog voor de eerste uitzending werd uitgezonden, zorgde de serie internationaal voor ophef door een filmpje voor Slavery: The Game op verschillende videosites online te plaatsen. Het filmpje, waarin reclame wordt gemaakt voor een computerspel waarin de speler zelf slaven van Afrika naar Amerika moet vervoeren, bleek uiteindelijk een zogenaamde viral te zijn om het programma onder de aandacht te brengen.

## Afleveringen

### Deel 1: Een wereld vol slaven
In dit eerste deel wordt het Nederlandse aandeel in de trans-Atlantische slavenhandel in de context van het wereldwijde fenomeen van slavernij geplaatst. Er is onder meer aandacht voor hedendaagse slavernij in de vorm van Oost-Europese slachtoffers van mensenhandel in Rotterdam, voor de christenslaven in Marokko, en voor de aanleiding voor de Nederlandse bemoeienis met de slavenhandel: de verovering van Brazilië op de Portugezen en, als gevolg daarvan, de inname van Elmina op de Afrikaanse Goudkust.

### Deel 2: Nederlandse geweren. Afrikaanse tranen
In deze tweede aflevering wordt de route die slaven in Afrika (in het huidige Ghana) aflegden besproken, vanaf de binnenlanden waar ze tot slaaf gemaakt werden door andere Afrikanen, via handelsroutes en slavenmarkten, naar forten aan de kust waar ze aan Hollanders werden verkocht, gebrandmerkt werden en vastgehouden alvorens te worden verscheept naar Amerika. In deze aflevering wordt ook gesproken over de ervaringen van Nederlandse soldaten en ambtenaren op de Goudkust en hun relatie met de lokale Afrikaanse volkeren en er is aandacht voor hoe er in het hedendaagse Ghana tegen de slavenhandel aan wordt gekeken. 
Gesprekken zijn er onder meer met: Tinde van Andel, Henk den Heijer.

### Deel 5: Ketens van de geest
Gesprekken zijn er onder meer met: Glenn Helberg, Carl Haarnack, Fresku, Armand Zunder en Piet Emmer.